# Comuna Jukotkî, Cernihiv
Jukotkî (în ucraineană Жукотки) este o comună în raionul Cernihiv, regiunea Cernihiv, Ucraina, formată din satele Hirmanka, Jukotkî (reședința) și Levonkî.

## Demografie
Componența lingvistică a comunei Jukotkî
     Ucraineană (97,47%)
     Rusă (2,3%)
     Alte limbi (0,23%)
Conform recensământului din 2001, majoritatea populației comunei Jukotkî era vorbitoare de ucraineană (97,47%), existând în minoritate și vorbitori de rusă (2,3%).